# Bertizarana
Bertizarana en basque ou Bértiz-Arana en espagnol est une commune de la Communauté forale de Navarre (Espagne).
Elle est située dans la zone bascophone de la province où la langue basque est coofficielle avec l'espagnol.

## Toponymie

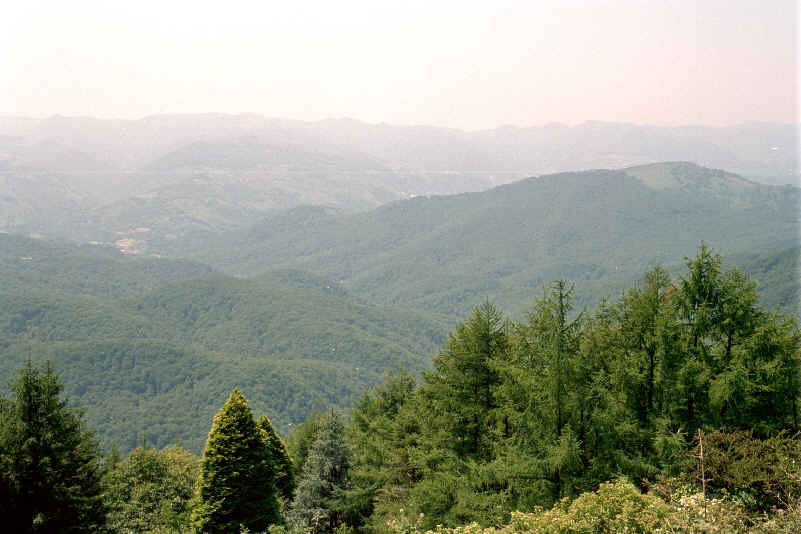
Seigneurie de Bértiz dans la province de Navarre, Espagne. Vue vers le sud depuis le Palais d'Aizkolegi. La vallée visible au second plan, derrière les forêts denses, est celle du fleuve Bidassoa, avec la localité d'Oronoz sur la gauche.

Bertizarana, désigne la vallée de Bertiz en basque; de Bertiz + (h)aran (valle) + -a (l'article).
Cette municipalité tient son nom de la Seigneurie de Bertiz qui se trouve tout proche, à l'intérieur de ses limites. Ce parc occupe la majeure partie du territoire. La seigneurie de Bertiz est actuellement un parc naturel protégé.
La première référence de propriété de la seigneurie remonte à 1392. Son titulaire était Pedro Miguel Bértiz, qui fut nommé bailli des montagnes, juge d'une grande juridiction, par le roi Charles III le Noble. Cette propriété est restée aux mains de la famille Bértiz jusqu'au XIXe siècle.

## Géographie

### Subdivisions
Elle est composée des concejos de Bertiz, Legasa, Narbarte (chef-lieu) et Oieregi, mais aussi des quartiers tels que Erreparatzea, Santalokadia, Tipulatze et Zeberia.

## Division linguistique
En 2011, 72.6% de la population de Bertizarana ayant 16 ans et plus avait le basque comme langue maternelle. La population totale située dans la zone bascophone en 2018, comprenant 64 municipalités dont Bertizarana, était bilingue à 60.8%, à cela s'ajoute 10.7% de bilingues réceptifs.

### Droit
En accord avec Loi forale 18/1986 du 15 décembre sur le basque, la Navarre est linguistiquement divisée en trois zones. Cette municipalité fait partie de la zone bascophone où l'utilisation du basque y est majoritaire. Le basque et le castillan sont utilisés dans l'administration publique, les médias, les manifestations culturelles et en éducation cependant l'usage courant du basque y est présent et encouragé le plus souvent.

### Sources
- (es) Cet article est partiellement ou en totalité issu de l’article de Wikipédia en espagnol intitulé « Bértiz-Arana » (voir la liste des auteurs).